# Pinkpop 2005
Pinkpop 2005 is net als Pinkpop 2004 niet goed bezocht. Sterker nog: Het concurrerende Rock Werchter is wederom uitverkocht, maar Pinkpop beleeft met 20.000 bezoekers (2004: 36.000) een van de slechtst bezochte editities sinds jaren. Er zijn bijvoorbeeld zo weinig kampeerders dat er geen Camping B is. De officiële nachtprogrammering (daarvoor altijd in en rondom de grote tent op Camping B) is daarom verplaatst naar de sporthal op Camping A en het festivalterrein zelf is ingekort en smaller gemaakt: Er is geen Noordpodium, daar staat nu de 3FM-tent. En rechts naast het hoofdpodium (de traditionele plek van de 3FM-tent) staat nu The John Peel Stage. Dit is een klein openluchtpodium, vernoemd naar de in oktober 2004 overleden oud-Pinkpoppresentator. Het was de 36e editie van het Nederlands muziekfestival Pinkpop en de 18e in Landgraaf.
Probleem voor de programmeurs is dat Pinksteren en dus ook dit Pinkpopweekend in 2005 vroeger valt (zaterdag 13 t/m maandag 15 mei). Er zijn vroeg in het jaar minder bands op tour en die reizen niet meer voor één festival naar Europa. Concertpromotor Mojo stelt Jan Smeets dan ook voor de keuze: of Pinkpop op een andere datum, of een mindere programmering. Smeets kiest voor het tweede, omdat Pinkpop al sinds zijn bestaan plaatsvindt tijdens Pinksteren. Mojo Concerts organiseert vervolgens zelf op 26 juni een nieuw, eendaags festival Rockin' Park in het Goffertpark in Nijmegen met alle grote artiesten die een week later op het al uitverkochte Rock Werchter staan. In het vervolg wordt echter voor de eerste optie gekozen. Pinkpop wordt vanaf 2006 als Pinksteren erg vroeg valt niet in het Pinksterweekend gehouden, maar wat later, in of nabij juni, zodat het dan dichter bij de andere Europese festivals ligt en er dan ook meer bands op tour zijn die op het festival kunnen spelen.

## Programma
|                      | Mainstage (Zuid)                                                                                | 3FM Tent (Noord)                                 | John Peel Stage (Zuid West)                                         |  |
| -------------------- | ----------------------------------------------------------------------------------------------- | ------------------------------------------------ | ------------------------------------------------------------------- |  |
| Zaterdag 14 mei 2005 | Mindfold Intwine Millencolin The Chemical Brothers                                              | The Coral Rowwen Hèze Epica                      |                                                                     |  |
| Zondag 15 mei 2005   | Molotov Sick of It All Beef Within Temptation The Prodigy                                       | Moneybrother Madrugada The Frames Heideroosjes   |                                                                     |  |
| Maandag 16 mei 2005  | The Presidents of the United States of America Beth Hart Novastar Golden Earring Kane Faithless | Wir sind Helden DI-RECT Cake Apocalyptica Saybia | Triggerfinger Thirteen Senses Kaiser Chiefs Bloc Party Gabriel Ríos |  |